# Neumühle (Schopfloch)
Neumühle ist ein Gemeindeteil des Marktes Schopfloch im Landkreis Ansbach (Mittelfranken, Bayern). Neumühle liegt in der Gemarkung Schopfloch.

## Geographie
Die Einöde liegt an einem namenlosen Bach, der 200 Meter weiter westlich als linker Zufluss in die Wörnitz mündet. Eine Gemeindeverbindungsstraße führt nach Schopfloch zur Kreisstraße AN 42 (0,5 km südlich) bzw. nach Deuenbach (0,4 km nordöstlich).

## Geschichte
Die Fraisch über Neumühle war strittig zwischen dem ansbachischen Oberamt Feuchtwangen und dem oettingen-spielbergischen Oberamt Dürrwangen. Die Grundherrschaft über die Mühle hatte das Kastenamt Feuchtwangen. Gegen Ende des 18. Jahrhunderts wurde das ansbachische Vogtamt Schopfloch als Grundherr angegeben. Von 1797 bis 1808 unterstand der Ort dem Justiz- und Kammeramt Feuchtwangen.
Infolge des Gemeindeedikts wurde Neumühle 1809 dem Steuerdistrikt und der Ruralgemeinde Schopfloch zugeordnet.

## Einwohnerentwicklung
| Jahr      | 001818 | 001840 | 001861 | 001871 | 001885 | 001900 | 001925 | 001950 | 001961 | 001970 | 001987 |
| Einwohner | 3      | 4      | 8      | 5      | 5      | 3      | 5      | 7      | 6      | 5      | 4      |
| Häuser    | 1      | 1      |        |        | 1      | 1      | 1      | 1      | 1      |        | 1      |
| Quelle    | [ 12 ] | [ 13 ] | [ 14 ] | [ 15 ] | [ 16 ] | [ 17 ] | [ 18 ] | [ 19 ] | [ 20 ] | [ 21 ] | [ 1 ]  |

## Religion
Der Ort ist seit der Reformation evangelisch-lutherisch geprägt und bis heute nach St. Martin (Schopfloch) gepfarrt. Die Katholiken sind nach St. Georg (Dinkelsbühl) gepfarrt.